# محمد زكريا (خطاط)

طابع أمريكي للتهنئة بالعيد، يصدر منذ 1 سبتمبر 2001.

محمد زكريا (بالإنجليزية: Mohamed Zakariya)‏ ولد سنة 1942 في مدينة فينتورا في ولاية كاليفورنيا، ويعتبر أشهر خبير أمريكي في فن الخط العربي، مع أنه درس الهندسة إلا أن حياته تغيرت بعد رحلته إلى المغرب في سنة 1964، حيث أصبح يهتم بالثقافة الإسلامية، وفوق ذلك كله بدأ يهتم باللغة العربية.

## مسيرته خمنا
بدأ دراسة الخط العربي في سنة 1980 لأنه أخذ بنصيحة الدكتور حسن أطل من متحف "فرير " في واشنطن، الدكتور حسن أطل قال لمحمد زكريا "إن أحسن مكان لدراسة الخط اسمه "مركز أبحاث الفن والتاريخ والثقافة الإسلامية" في إسطنبول، تركيا على يد الخطاط حسن الجلبي.
سافر محمد زكريا إلى عدد من البلاد الإسلامية مثل مصر والجزائر وتركيا، ثم في سنة 1984 عاد إلى تركيا للدراسة مع الأستاذ الكبير حسن الجلبي في مدينة إسطنبول، بعد ذلك في سنة 1988 حصل على إجازة منه في الخط العربي.
والآن يدرّس محمد زكريا الخط في مدينة واشنطن، في 1 سبتمبر 2001 صدر من مكتب البريد الأمريكي طابع رسمه محمد زكريا للاحتفال بعيد الفطر، وما زال هذا الطابع يصدر باستمرار.
يسكن محمد زكريا مع زوجته «سالي» ومع قط اسمه فلاديمير، وهو مشهور بين المسلمين في أمريكا لأنه يعرف أنواع الخط المختلفة مثل الديواني والرقعة والثلث والنسخ وخط النسخ تعليق (الفارسي).